# جیرجیرک بزرگ بوته‌ای سبز
جیرجیرک بزرگ بوته‌ای سبز (Tettigonia viridissima) یا زنجره بزرگ بوته‌ای سبز در خانواده ملخ‌های شاخک‌دراز (جیرجیرک‌های بوته‌ای) قرار دارد. جیرجیرک بزرگ بوته‌ای سبز نر بزرگسال ۲۸ تا ۳۶ میلی‌متر رشد می‌کند. و این میزان برای ماده ۳۲ تا ۴۲ میلی‌متر است. این گونه توسط شاخک درازش که ممکن است طولش، تا ۳ برابر خود بدن حشره باشد، قابل تشخیص است.

## نگارخانه

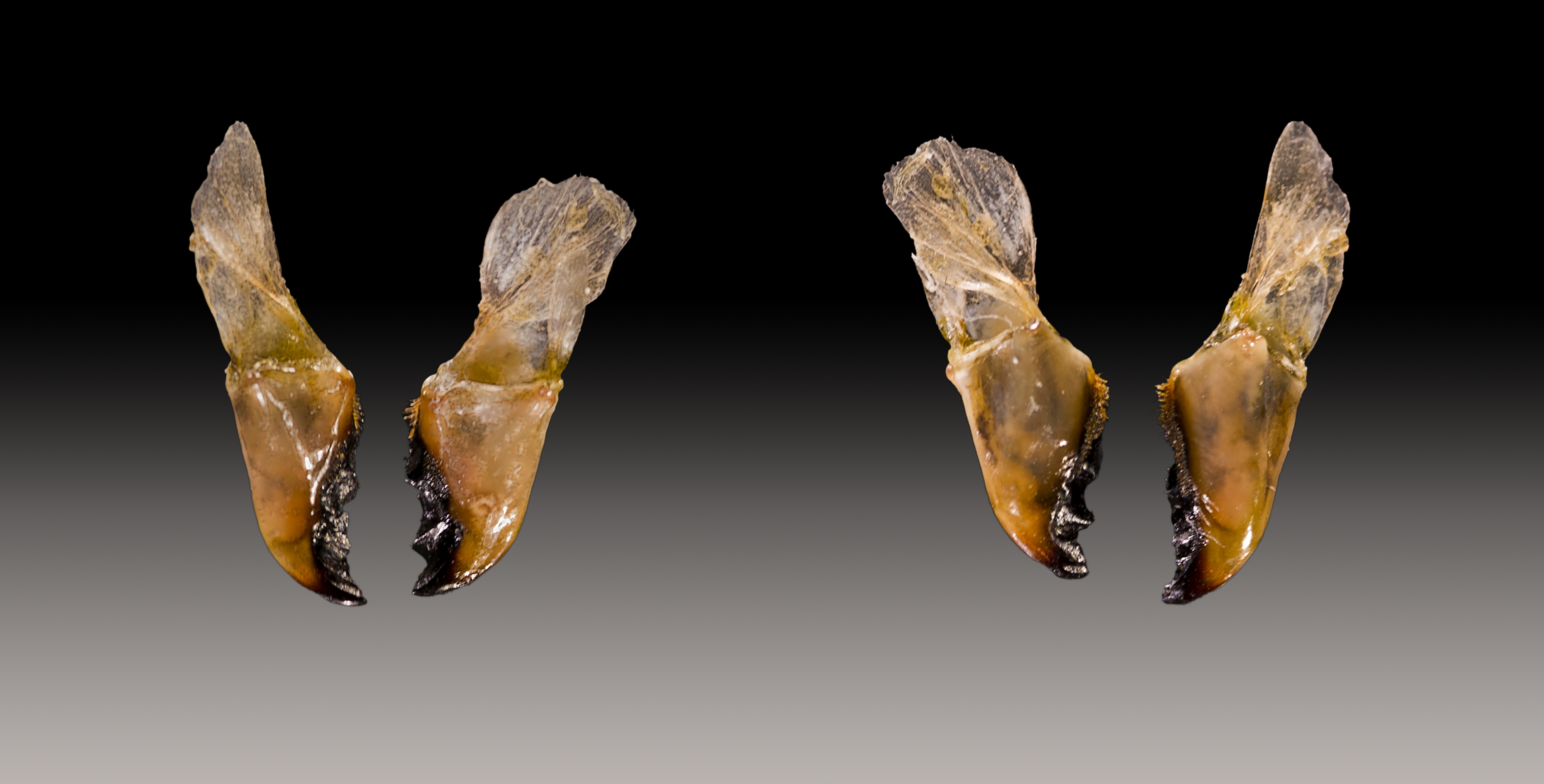
زیرآرواره
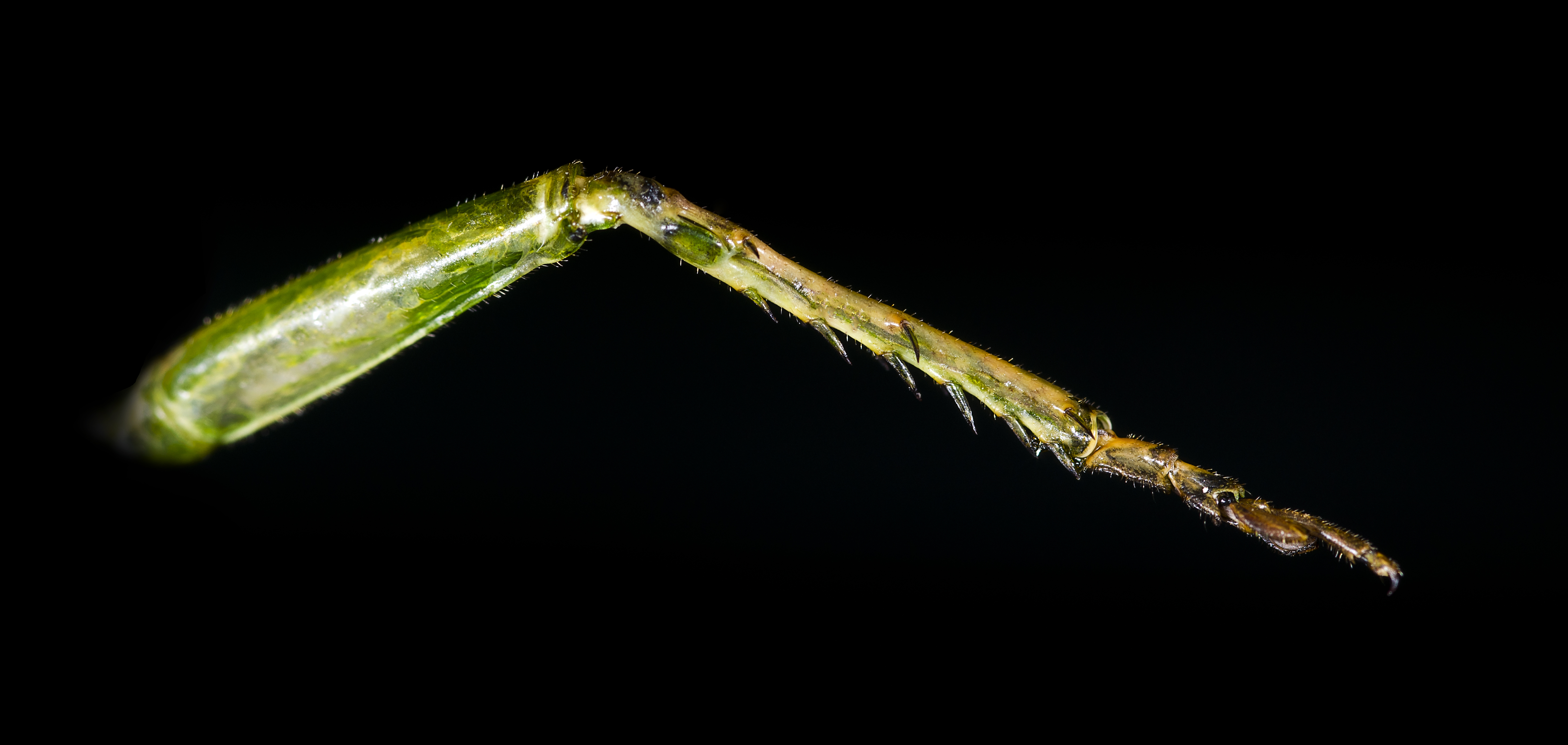
عضو شنوایی بر روی پای راست جلویی / برای یافتن عضو شنوایی پس از بازکردن تصویر، فلش موس را نزدیک پایین زانو ببرید محدود توسط مربعی ظاهر می‌شود.
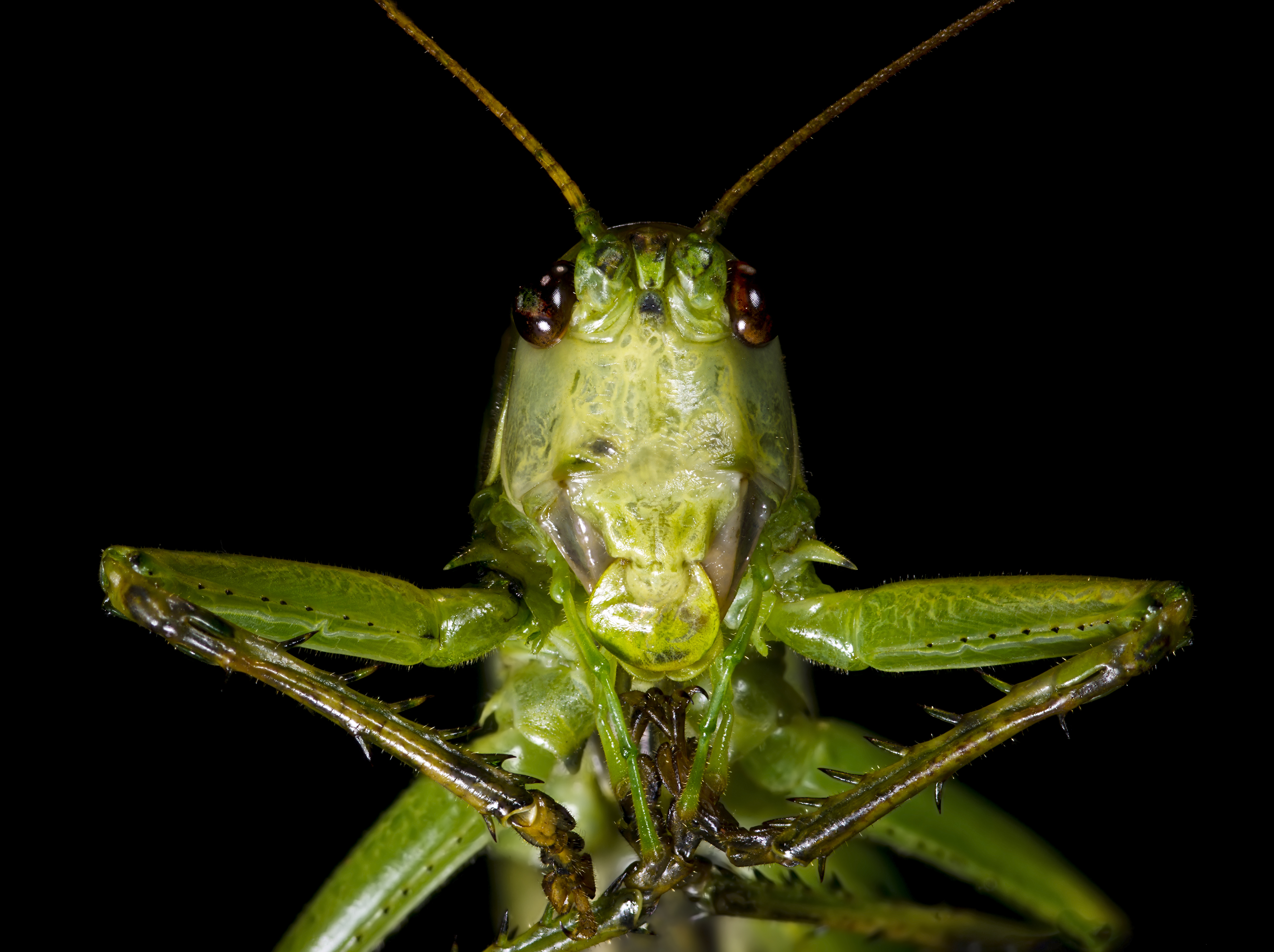
نمای نزدیک از مقابل
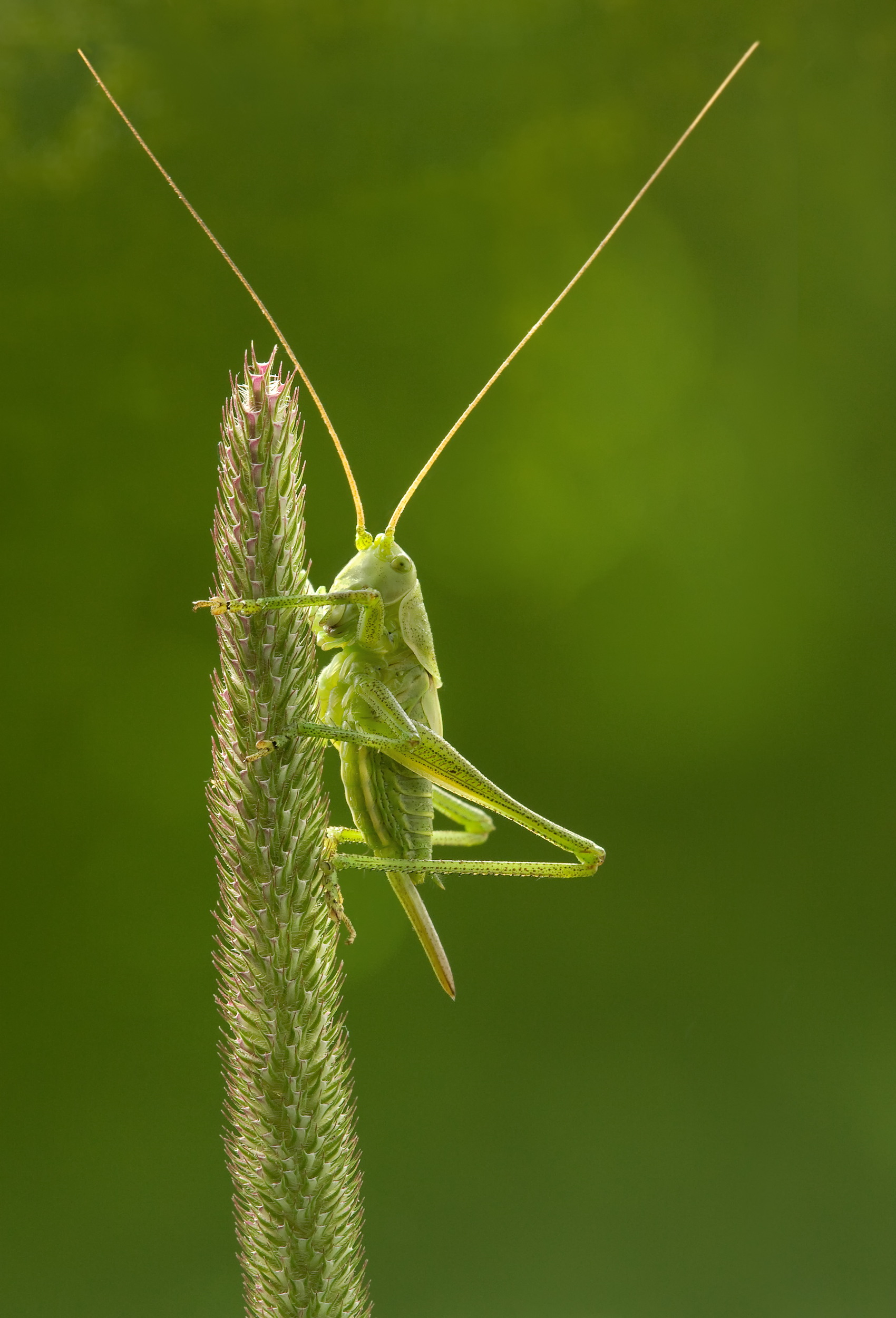
نمای کامل از کنار